# グリーリー郡 (カンザス州)
グリーリー郡（英: Greeley County）は、アメリカ合衆国カンザス州の西部に位置する郡である。2010年国勢調査での人口は1,247人であり、2000年の1,534人から18.7%減少した。カンザス州内では最も人口の少ない郡である。郡庁所在地はトリビューン市（人口741人）であり、同郡で人口最大の町でもある。郡名はニューヨーク州チャパクア出身で、ニューヨーク・トリビューン紙の編集者だったホレス・グリーリーに因んで名付けられた。

## 法と政府
カンザス州憲法が1986年に修正されて、住民投票で承認されればそれぞれの郡でアルコール飲料の販売が認められることになったが、グリーリー郡は2008年までアルコールを禁じる「ドライ」の郡だった。この年グリーリー郡の住民投票で販売が認められるようになった。
2007年11月6日の住民投票で、投票者73%の賛成により、グリーリー郡とトリビューン市は郡と市を統合することを承認した。この仕組みは以前に、都市化されたワイアンドット郡のカンザスシティで実施されたことがあった。グリーリー郡にできた政府は5人の委員による郡政委員会となり、そのうち2人は都市部の住人から選ばれ、2人は田園部住人、最後の1人は全郡から選ばれた。州内唯一の統合市郡であるワイアンドット郡の場合と同様に、郡の一部は統合市郡に含まれていない。ホレス市は統合に反対を決めた。2008年4月に統合監督員会のメンバーが選出され、政府は2009年に統合された。この統合の動きは2004年に始まっていた。

## 地理
アメリカ合衆国国勢調査局に拠れば、郡域全面積は778.01平方マイル (2,015.0 km2)であり、すべて陸地である。アメリカ合衆国の中で水域の無い5つの郡および12の独立市（バージニア州）の中では面積最大の郡である。

### 隣接する郡
- ウォレス郡 - 北
- ウィチタ郡 - 東
- ハミルトン郡 - 南
- プロワーズ郡 (コロラド州) - 南西
- カイオワ郡 (コロラド州) - 西
- シャイアン郡 (コロラド州) - 北西

## 人口動態

人口ピラミッド

以下は2000年の国勢調査による人口統計データである。
| 基礎データ - 人口: 1,534人 - 世帯数: 602 世帯 - 家族数: 414 家族 - 人口密度: 1人/km2（2人/mi2） - 住居数: 712軒 - 住居密度: 0軒/km2（1軒/mi2） 人種別人口構成 - 白人: 93.09% - アフリカン・アメリカン: 0.20% - ネイティブ・アメリカン: 0.26% - アジア人: 0.07% - 太平洋諸島系: 0.13% - その他の人種: 5.22% - 混血: 1.04% - ヒスパニック・ラテン系: 11.54% 年齢別人口構成 - 18歳未満: 28.2% - 18-24歳: 6.8% - 25-44歳: 27.3% - 45-64歳: 19.9% - 65歳以上: 17.7% - 年齢の中央値: 39歳 - 性比（女性100人あたり男性の人口） - 総人口: 98.4 - 18歳以上: 92.8 | 世帯と家族（対世帯数） - 18歳未満の子供がいる: 34.2% - 結婚・同居している夫婦:61.1% - 未婚・離婚・死別女性が世帯主: 4.5% - 非家族世帯: 31.2% - 単身世帯: 28.6% - 65歳以上の老人1人暮らし: 12.8% - 平均構成人数 - 世帯: 2.50人 - 家族: 3.10人 収入と家計 - 収入の中央値 - 世帯: 34,605米ドル - 家族: 45,625米ドル - 性別 - 男性: 29,018米ドル - 女性: 18,984米ドル - 人口1人あたり収入: 19,974米ドル - 貧困線以下 - 対人口: 11.6% - 対家族数: 8.1% - 18歳未満: 14.2% - 65歳以上: 6.8% |

## 都市と町

### 法人化都市
都市名の後の数字は2010年国勢調査での人口を示す。
- トリビューン, 741 - 郡庁所在地
- ホレス, 70

### 郡区
郡は3つの郡区に分けられている。郡内の都市はどれも「政治的に独立」とは見なされず、郡区の数字の全ては都市の数字を含んでいる。下表で「人口中心」は最大都市であり、特に大きな数字でなければ、郡区の人口に含まれるものである。
| 郡区 | FIPSコード | 人口中心     | 人口  | 人口密度 /km2 (/sq mi) | 陸地面積 km2 (sq mi) | 水域 km2 (sq mi) | 水域率(%) | 座標                                                                |
| --- | ---------- | ------------ | ----- | ---------------------- | -------------------- | ---------------- | --------- | ------------------------------------------------------------------- |
| コロニー                                                                                                | 14975      |              | 172   | 0 (0)                  | 919 (355)            | 0 (0)            | 0 %       | 北緯38度28分10秒 西経101度55分42秒 / 北緯38.46944度 西経101.92833度 |
| ハリソン                                                                                                | 30325      |              | 107   | 0 (1)                  | 511 (197)            | 0 (0)            | 0 %       | 北緯38度21分25秒 西経101度41分14秒 / 北緯38.35694度 西経101.68722度 |
| トリビューン                                                                                            | 71475      | トリビューン | 1,255 | 2 (6)                  | 586 (226)            | 0 (0)            | 0 %       | 北緯38度31分51秒 西経101度44分36秒 / 北緯38.53083度 西経101.74333度 |
| Sources: “Census 2000 U.S. Gazetteer Files”. U.S. Census Bureau, Geography Division. 2012年4月2日閲覧。 |            |              |       |                        |                      |                  |           |                                                                     |

## 教育

### 統一教育学区
- グリーリー郡 USD 200

## その他
- テレビ連続ドラマ『プリズン・ブレイク』のエピソード「反撃開始!」で、登場人物のブラッド・ベリックはグリーリー郡庁舎におり、殺人罪で召喚されていた。